# Cardiomera
Cardiomera is een geslacht van kevers uit de familie van de loopkevers (Carabidae). De wetenschappelijke naam van het geslacht is voor het eerst geldig gepubliceerd in 1834 door Bassi.

## Soorten
Het geslacht Cardiomera is monotypisch en omvat slechts de volgende soort:
- Cardiomera genei Bassi, 1834